# وسایل نقلیه ریلی

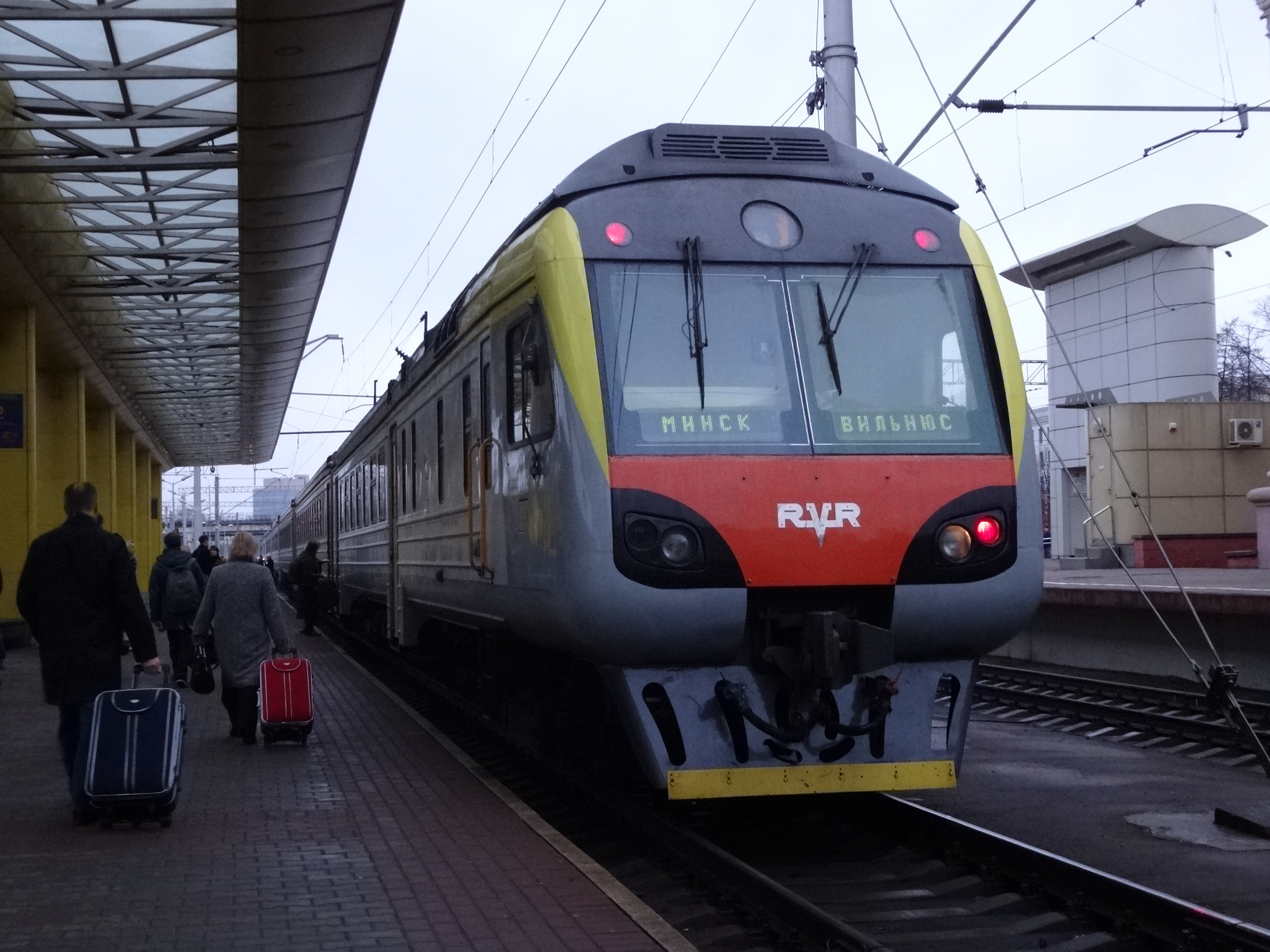
یک قطار خودروهای ریلی در مینسک

وسایل نقلیه ریلی یا خودروهای ریلی یا خط‌نوردها (به انگلیسی: Rolling Stock) محرکی هستند که از غلتش آهن بر آهن برای حرکت بهره می‌جویند؛ مثلاً قطارهای راه‌آهن و قطار شهری از این گونه‌اند. رشته‌ای با نام مهندسی خط‌نورد در جهان به‌معرفی گونه‌های این ماشین‌ها می‌پردازد.

## نگارخانه

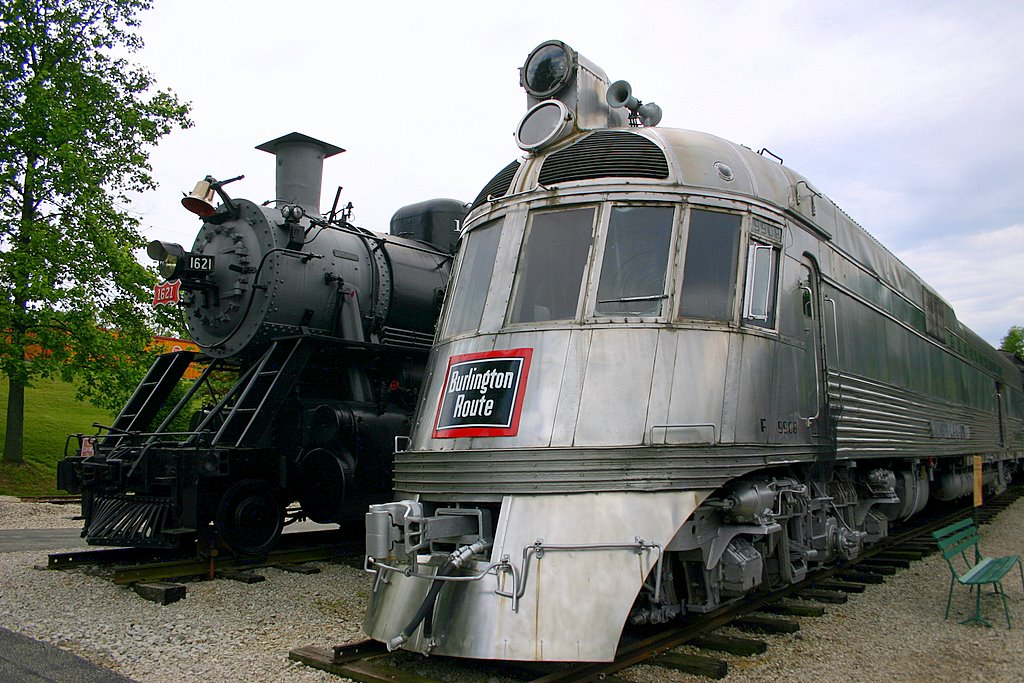
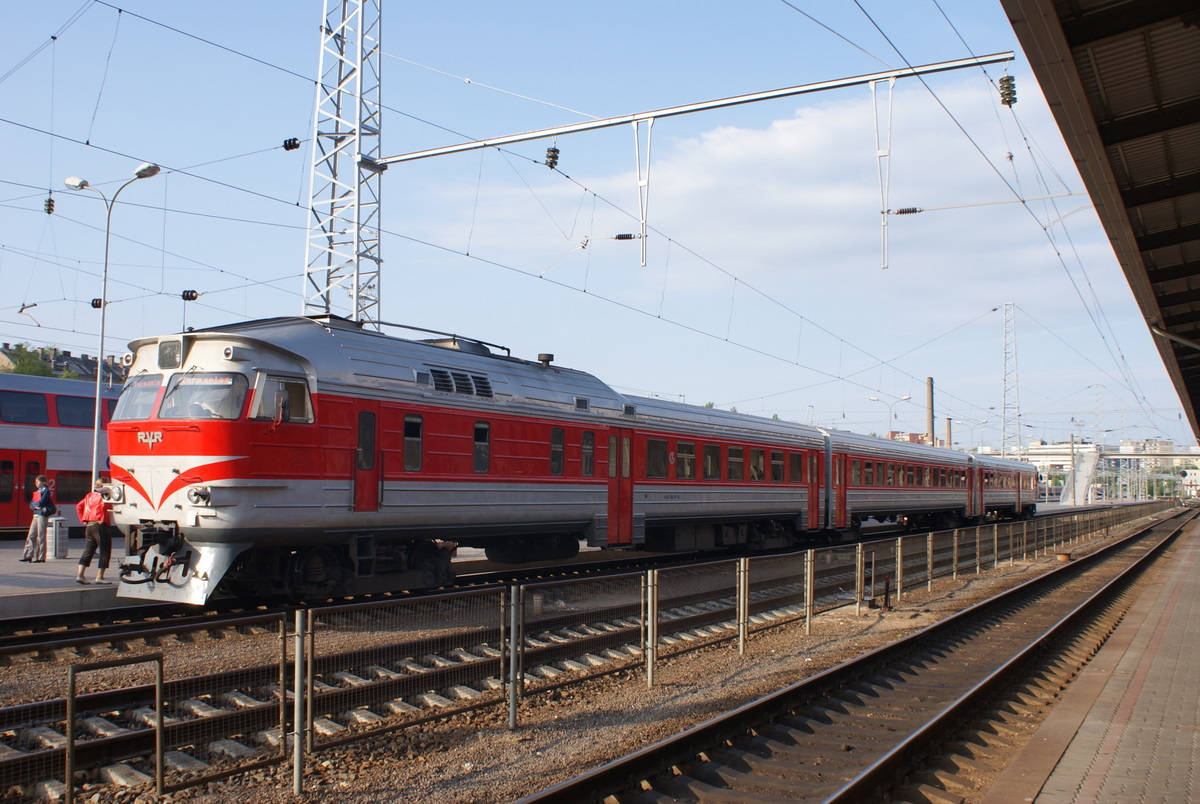
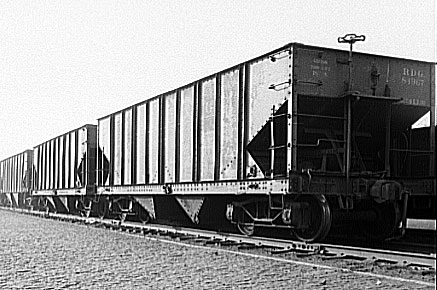
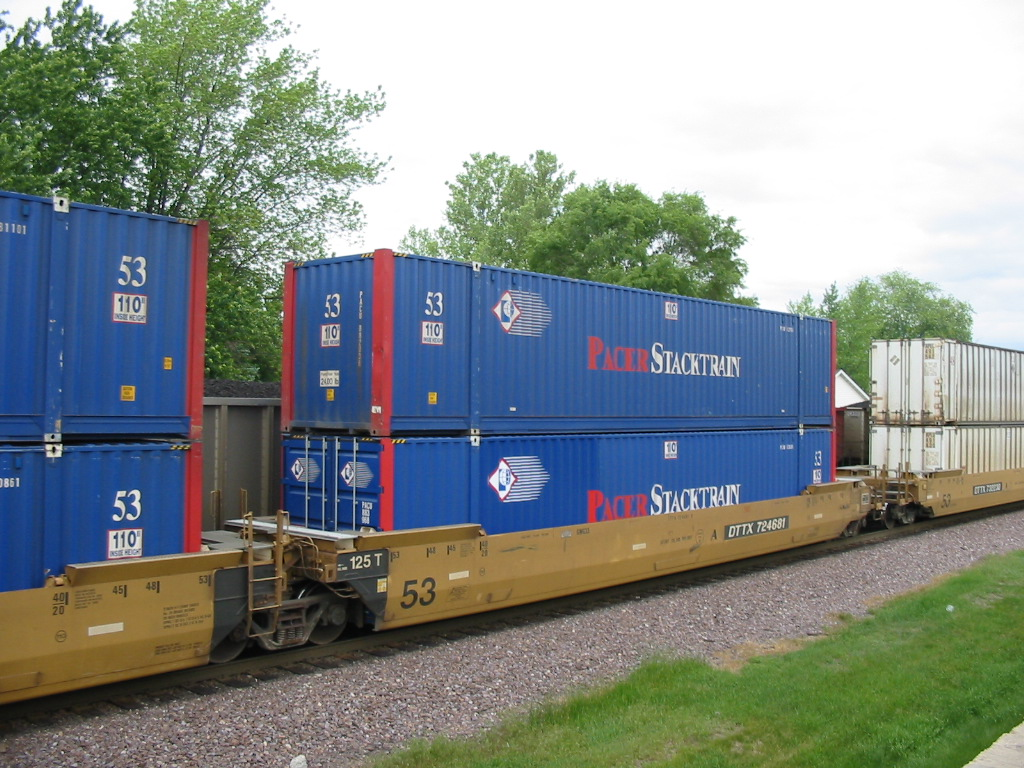